# Alex Scales
Alex Scales, né le 3 juillet 1978, à Racine, au Wisconsin, est un joueur américain de basket-ball. Il évolue au poste d'arrière.

## Palmarès
- All-CBA Second Team 2003